# Pieter Cramer
Pieter Cramer (ur. 21 maja 1721 w Amsterdamie, zm. 28 września 1776 tamże) – holenderski przedsiębiorca i entomolog amator, specjalizujący się w lepidopterologii.
Cramer był handlarzem i prowadził w Amsterdamie przedsiębiorstwo wspólnie z bratankiem, Anthonym Willemzoonem van Rensselaarem. W stowarzyszeniu Corncordia et Libertate dawał wykłady na temat górnictwa i minerałów. Był członkiem Societé Zelandoise des Sciences à Vlissingue. Posiadał kolekcję zoologiczną, jednak nie wiadomo, czy zbierał okazy osobiście.
Najbardziej znany jest z czterotomowej publikacji De uitlandsche Kapellen voorkomende in de drie Waereld-Deelen Asia, Africa en America – Papillons exotiques des trois parties du monde l'Asie, l'Afrique et l'Amerique. Ukazała się ona w latach 1775–1782 w 34 częściach. Zawiera opisy 1658 gatunków motyli z prawie całego świata oraz 400 tablic barwnych z odręcznymi ilustracjami autorstwa Gerrita Wartenaara Lambertza.